# Munnopsurus giganteus
Munnopsurus giganteus is een pissebed uit de familie Munnopsidae. De wetenschappelijke naam van de soort is voor het eerst geldig gepubliceerd in 1877 door Sars.